# Ding Ning
Ding Ning (chiń. upr. 丁宁; chiń. trad. 丁寧; pinyin Dīng Níng; ur. 20 czerwca 1990 w Daqing) – chińska tenisistka stołowa, wicemistrzyni olimpijska z Londynu, mistrzyni i trzykrotna wicemistrzyni świata, mistrzyni świata juniorów.
Największym sukcesem zawodniczki jest złoty medal mistrzostw świata w Rotterdamie w 2011 roku w grze pojedynczej. Dwa lata wcześniej zdobyła srebrny medal mistrzostw świata w Jokohamie w deblu (w parze z Guo Yan). Mistrzyni świata juniorów w 2005 roku w grze pojedynczej, podwójnej i drużynowo. Zdobywczyni Pucharu Świata w 2011 roku.
- Miejsce w  rankingu ITTF: 2 (stan na kwiecień 2014)[1].

W 2012 podczas Igrzysk Olimpijskich w Londynie zdobyła srebrny medal w singlu.